# Humayun Abdulali
 (octobre 2015).
Si vous disposez d'ouvrages ou d'articles de référence ou si vous connaissez des sites web de qualité traitant du thème abordé ici, merci de compléter l'article en donnant les références utiles à sa vérifiabilité et en les liant à la section « Notes et références ».
Humayun Abdulali (19 mai 1914 - 3 juin 2001), est un ornithologue indien et le cousin de Sálim Ali.
Il a d'abord été scolarisé dans le St Xavier's college, à Mumbay.
Il devient secrétaire honoraire de la Bombay Natural History Society et s'occupe de la collection d'oiseaux naturalisés.
Humayun Abdulali dirige deux expéditions (en 1964 et en 1966) dans les îles Andaman-et-Nicobar dans le golfe du Bengale. Il écrivit près de 300 articles dans le journal de la Bombay Natural History Society.
Ses travaux sur la place des grenouilles dans les écosystèmes agricoles ont conduit à la réglementation du commerce de ces animaux par le gouvernement indien.